# Mistrzostwa Świata w Lekkoatletyce 2022 – sztafeta 4 × 100 m mężczyzn
Sztafeta 4 × 100 metrów mężczyzn – jedna z konkurencji biegowych rozgrywanych podczas lekkoatletycznych mistrzostw świata na Hayward Field w Eugene.
Tytułu mistrzowskiego z 2019 nie obroniła reprezentacja Stanów Zjednoczonych.

## Terminarz
Źródło: worldathletics.org.
| Data     | Godzina |            |
| -------- | ------- | ---------- |
| 22 lipca | 18:05   | Eliminacje |
| 23 lipca | 19:50   | Finał      |

## Rekordy
Tabela prezentuje rekord świata, rekord mistrzostw świata, rekordy kontynentów oraz najlepszy wynik na listach światowych w sezonie 2022 przed rozpoczęciem mistrzostw.
|                            | Państwo                                                                                          | Wynik | Miejsce   | Data                     |
| -------------------------- | ------------------------------------------------------------------------------------------------ | ----- | --------- | ------------------------ |
| Rekord świata              | Jamajka · (Nesta Carter, Michael Frater, Yohan Blake, Usain Bolt)                                | 36,84 | Londyn    | 11 sierpnia 2012(dts)    |
| Rekord mistrzostw świata   | Jamajka · (Nesta Carter, Michael Frater, Yohan Blake, Usain Bolt)                                | 37,04 | Daegu     | 4 września 2011(dts)     |
| Rekord Afryki              | Południowa Afryka · (Thando Dlodlo, Simon Magakwe, Clarence Munyai, Akani Simbine)               | 37,65 | Ateny     | 9 sierpnia 1997(dts)     |
| Rekord Ameryki Południowej | Brazylia · (Rodrigo do Nascimento, Vítor Hugo dos Santos, Derick Silva, Paulo André de Oliveira) | 37,72 | Doha      | 5 października 2019(dts) |
| Rekord Ameryki Północnej   | Jamajka · (Nesta Carter, Michael Frater, Yohan Blake, Usain Bolt)                                | 36,84 | Londyn    | 11 sierpnia 2012(dts)    |
| Rekord Australii i Oceanii | Australia · (Paul Henderson, Tim Jackson, Steve Brimacombe, Damien Marsh)                        | 38,17 | Göteborg  | 12 sierpnia 1995(dts)    |
| Rekord Australii i Oceanii | Australia · (Anthony Alozie, Isaac Ntiamoah, Andrew McCabe, Josh Ross)                           | 38,17 | Londyn    | 10 sierpnia 2012(dts)    |
| Rekord Azji                | Japonia · (Shūhei Tada, Kirara Shiraishi, Yoshihide Kiryū, Abdul Hakim Sani Brown)               | 37,43 | Doha      | 5 października 2019(dts) |
| Rekord Europy              | Wielka Brytania · (Adam Gemili, Zharnel Hughes, Richard Kilty, Nethaneel Mitchell-Blake)         | 37,36 | Doha      | 5 października 2019(dts) |
| Listy światowe             | Niemcy · (Kevin Kranz, Joshua Hartmann, Owen Ansah, Lucas Ansah-Peprah)                          | 37,99 | Ratyzbona | 3 czerwca 2022(dts)      |

## Wyniki

### Eliminacje
Awans: 3 najlepsze sztafety z każdego biegu (Q) oraz 2 z najlepszymi czasami wśród przegranych (q).
Źródło: worldathletics.org.
| Pozycja | Bieg | Tor | Państwo                  | Zawodnicy                                                                  | Czas  | Uwagi |
| ------- | ---- | --- | ------------------------ | -------------------------------------------------------------------------- | ----- | ----- |
| 1.      | 1    | 7   | Stany Zjednoczone        | Christian Coleman, Noah Lyles, Elijah Hall, Marvin Bracy                   | 37,87 | Q,    |
| 2.      | 2    | 5   | Francja                  | Méba-Mickaël Zézé, Pablo Matéo, Ryan Zeze, Jimmy Vicaut                    | 38,09 | Q,    |
| 3.      | 2    | 7   | Kanada                   | Aaron Brown, Jerome Blake, Brendon Rodney, Andre De Grasse                 | 38,10 | Q,    |
| 4.      | 2    | 2   | Południowa Afryka        | Henricho Bruintjies, Emile Erasmus, Clarence Munyai, Akani Simbine         | 38,31 | Q,    |
| 5.      | 2    | 8   | Jamajka                  | Ackeem Blake, Kemar Bailey-Cole, Conroy Jones, Jelani Walker               | 38,33 | Q,    |
| 6.      | 2    | 3   | Brazylia                 | Rodrigo do Nascimento, Felipe Bardi dos Santos, Derick Silva, Erik Cardoso | 38,41 | Q,    |
| 7.      | 1    | 4   | Wielka Brytania          | Adam Gemili, Zharnel Hughes, Nethaneel Mitchell-Blake, Reece Prescod       | 38,49 | Q     |
| 8.      | 1    | 8   | Ghana                    | Sean Safo-Antwi, Benjamin Azamati, Joseph Oduro Manu, Joseph Amoah         | 38,58 | Q,    |
| 9.      | 2    | 6   | Hiszpania                | Bernat Canet, Pol Retamal, Jesús Gómez, Sergio López                       | 38,70 | SB    |
| 10.     | 2    | 4   | Włochy                   | Lorenzo Patta, Filippo Tortu, Fausto Desalu, Chituru Ali                   | 38,74 | SB    |
| 11.     | 1    | 1   | Niemcy                   | Kevin Kranz, Joshua Hartmann, Owen Ansah, Lucas Ansah-Peprah               | 38,83 |       |
| 12.     | 1    | 5   | Chińska Republika Ludowa | Tang Xingqiang, Xie Zhenye, Su Bingtian, Chen Guanfeng                     | 38,83 | SB    |
| 13.     | 1    | 6   | Holandia                 | Hensley Paulina, Taymir Burnet, Joris van Gool, Raphael Bouju              | 39,07 |       |
| 14 !    | 2    | 1   | Dania                    | Simon Hansen, Frederik Schou-Nielsen, Tobias Larsen, Kojo Musah            | DNF   |       |
| 15 !    | 1    | 2   | Nigeria                  | Raymond Ekevwo, Godson Oghenebrume, Udodi Onwuzurike, Favour Ashe          | DQ    |       |
| 16 !    | 1    | 3   | Japonia                  | Ryuichiro Sakai, Ryota Suzuki, Koki Ueyama, Hiroki Yanagita                | DQ    |       |

### Finał
Źródło: worldathletics.org.
| Pozycja | Tor | Państwo           | Zawodnicy                                                                  | Czas  | Uwagi |
| ------- | --- | ----------------- | -------------------------------------------------------------------------- | ----- | ----- |
| 01 !    | 4   | Kanada            | Aaron Brown, Jerome Blake, Brendon Rodney, Andre De Grasse                 | 37,48 | ,     |
| 02 !    | 3   | Stany Zjednoczone | Christian Coleman, Noah Lyles, Elijah Hall, Marvin Bracy                   | 37,55 | SB    |
| 03 !    | 6   | Wielka Brytania   | Jona Efoloko, Zharnel Hughes, Nethaneel Mitchell-Blake, Reece Prescod      | 37,83 | SB    |
| 4.      | 2   | Jamajka           | Ackeem Blake, Yohan Blake, Oblique Seville, Jelani Walker                  | 38,06 | SB    |
| 5.      | 8   | Ghana             | Sean Safo-Antwi, Benjamin Azamati, Joseph Oduro Manu, Joseph Amoah         | 38,07 | NR    |
| 6.      | 7   | Południowa Afryka | Emile Erasmus, Tlotliso Leotlela, Clarence Munyai, Akani Simbine           | 38,10 | SB    |
| 7.      | 1   | Brazylia          | Rodrigo do Nascimento, Felipe Bardi dos Santos, Derick Silva, Erik Cardoso | 38,25 | SB    |
| 08 !    | 5   | Francja           | Méba-Mickaël Zézé, Pablo Matéo, Ryan Zeze, Jimmy Vicaut                    | DQ    |       |